# Sawala
Die Sawala (russisch Савала́) ist ein rechter Nebenfluss des Chopjor in den russischen Oblasten Tambow und Woronesch.
Die Sawala hat ihren Ursprung in der Oka-Don-Ebene in der Oblast Tambow. Sie fließt in überwiegend südlicher Richtung in die Oblast Woronesch. Die Sawala passiert die Kleinstadt Scherdewka.
Sie mündet nach 285 km südlich von Nowochopjorsk rechtsseitig in den Chopjor. Das Einzugsgebiet umfasst 7720 km². Der Fluss wird hauptsächlich von der Schneeschmelze gespeist. Im April führt die Sawala alljährlich Hochwasser. Der mittlere Abfluss (MQ) an der Mündung beträgt 20 m³/s. Zwischen Ende November und Ende März ist der Fluss eisbedeckt. Wichtigster Nebenfluss der Sawala ist der Jelan.